# Potrero de Carlos
Potrero de Carlos är en ort i Mexiko.   Den ligger i kommunen Técpan de Galeana och delstaten Guerrero, i den södra delen av landet, 290 km sydväst om huvudstaden Mexico City. Potrero de Carlos ligger 656 meter över havet och antalet invånare är 167.
Terrängen runt Potrero de Carlos är huvudsakligen kuperad. Potrero de Carlos ligger uppe på en höjd. Runt Potrero de Carlos är det ganska glesbefolkat, med 22 invånare per kvadratkilometer. Närmaste större samhälle är Tecpan de Galeana, 7,1 km sydväst om Potrero de Carlos. I omgivningarna runt Potrero de Carlos växer i huvudsak lövfällande lövskog.